# Dehmkerbrock
Dehmkerbrock ist ein Ortsteil des Fleckens Aerzen im Landkreis Hameln-Pyrmont in Niedersachsen.

## Geographie
Das Dorf liegt sechs Kilometer nördlich von Aerzen, sechs Kilometer westlich von Hameln und vier Kilometer südwestlich der Weser an der K 29 und der K 64.

## Geschichte
Ursprünglich gehörte Dehmkerbrock zum Amt Lachem, welches 1823 in das Amt Hameln überging.

### Einwohnerentwicklung
- 1910: 383 Einwohner (am 1.12.)[3]
- 1925: 402 Einwohner[4]
- 1933: 362 Einwohner[4]
- 1939: 348 Einwohner[4]
- 1950: 819 Einwohner (am 13.9.)[1]
- 1956: 560 Einwohner (am 25.9.)[1]

### Eingemeindungen
Durch die Gebietsreform wurde die bis dahin selbständige Gemeinde Dehmkerbrock am 1. Januar 1973 in den Flecken Aerzen eingemeindet.